# Elektromos térerősség
Az elektromos (villamos) térerősség az elektromos (villamos) tér által töltéssel rendelkező testekre kifejtett erő hatása és annak mértéke, a villamos teret annak minden pontjában jellemző térvektor. Jele E, mértékegysége 1 V/m = 1 N/C. Az egyenlőség a származtatott egységek visszavezetésével, behelyettesítésével és egyszerűsítésével bizonyítható. Nem keverendő össze az elektromos eltolási vektorral.
Különböző leírásokban váltakozik  az elektromos és a villamos szó használata, amelyek teljesen egyenértékűek.
Mozgó töltésekre a villamos tér mellett a mágneses indukció is erőt fejt ki, amit a Lorentz-törvény ír le.

## Definíció
A villamos tér egy pontjában a térerősség nagysága és iránya megegyezik az adott pontba helyezett egységnyi pozitív elektromos (villamos) töltésre ható erő nagyságával és irányával. Tehát a villamos tér valamely, {\displaystyle \mathbf {E} } villamos térerősség vektorral jellemzett pontjába helyezett {\displaystyle Q} értékű töltésre a villamos tér által kifejtett erő:
{\displaystyle \mathbf {F} =Q\cdot \mathbf {E} \,}

## Számítása

### Sztatikus tér
Nem változó (sztatikus) elektromágneses térben az elektromos térerősség a Coulomb-törvény segítségével, illetve annak töltéseloszlásokra való kiterjesztésével számítható. Ha a térben egyetlen {\displaystyle Q} töltésű ponttöltés található
{\displaystyle \mathbf {E} (\mathbf {r} )={\frac {1}{4\pi \cdot \epsilon }}\cdot {\frac {Q}{|\mathbf {r} |^{3}}}\cdot \mathbf {r} }
ahol {\displaystyle r} a ponttöltésből a mérési pontba mutató vektor, {\displaystyle \epsilon } pedig az anyag dielektromos permittivitása az adott pontban.
Ha több ({\displaystyle N}) ponttöltés található a térben, az eredő elektromos térerősség az egyes ponttöltések keltette tér összege (szuperpozíciója)
{\displaystyle \mathbf {E} (\mathbf {r} )=\sum _{k=1}^{N}{\frac {1}{4\pi \cdot \epsilon }}\cdot {\frac {Q_{k}}{|\mathbf {r-r_{k}} |^{3}}}\cdot (\mathbf {r-r_{k}} )}
ahol {\displaystyle Q_{k}} a k-adik pont töltése, {\displaystyle r} a vizsgált pont helye (ide mutató vektor az origóból) és {\displaystyle r_{k}} a k-adik ponttöltés helye a térben.
Amennyiben nem pontszerű töltések hatását vizsgáljuk, hanem véges töltéssűrűséget feltételezünk, az összegzést integrál váltja fel.
{\displaystyle \mathbf {E} (\mathbf {r} )=\int {\frac {1}{4\pi \cdot \epsilon }}\cdot {\frac {\rho (\mathbf {r'} )}{|\mathbf {r-r'} |^{3}}}\cdot (\mathbf {r-r'} )dV}
ahol {\displaystyle \rho =dQ/dV} és az integrál a töltéseket tartalmazó térrészen értendő, adott esetben a teljes téren.

### Dinamikus elektromágneses tér
Általános esetben az elektromos tér a Maxwell-egyenletek segítségével számítható. Az elektromos tér ekkor felbontható az elektrosztatikus potenciál gradiensének és egy vektortér, az elektromos vektorpotenciál rotációjának összegére.